# Kraftwerk Merikoski
Das Kraftwerk Merikoski ist ein Laufwasserkraftwerk in der Stadt Oulu, Landschaft Nordösterbotten, Finnland, das am Oulujoki gelegen ist. Es ist das letzte Kraftwerk in der Kette von sieben Wasserkraftwerken am Oulujoki.
Das Kraftwerk ist im Besitz von Oulun Energia und wird auch von Oulun Energia betrieben. Es wurde von 1940 bis 1954 errichtet und ging 1948 mit der ersten Maschine in Betrieb.

## Absperrbauwerk
Das Absperrbauwerk besteht aus einer Gewichtsstaumauer. Die Wehranlage befindet sich flussaufwärts auf der linken Flussseite. Von der Wehranlage verläuft die Staumauer für ungefähr 300 m parallel zum rechten Ufer. Im Anschluss befindet sich das Maschinenhaus.

## Kraftwerk
Das Kraftwerk verfügt mit drei Maschinen über eine installierte Leistung von 40 MW. Die Jahreserzeugung erreichte 2015 mit 294 Mio. kWh einen Rekord.